# Округ Наколс (Небраска)
Наколс (енгл. Nuckolls County) је округ у америчкој савезној држави Небраска.

## Демографија
По попису из 2010. године број становника је 4.500, што је 557 (-11,0%) становника мање него 2000. године.
| Група             | 2000.         | 2010.         |
| Белци             | 4.979 (98,5%) | 4.333 (96,3%) |
| Афроамериканци    | 1 (0,0%)      | 6 (0,1%)      |
| Азијати           | 8 (0,2%)      | 9 (0,2%)      |
| Хиспаноамериканци | 51 (1,0%)     | 97 (2,2%)     |
| Укупно            | 5.057         | 4.500         |